# Corus fasciculosus
Corus fasciculosus är en skalbaggsart som först beskrevs av Aurivillius 1903.  Corus fasciculosus ingår i släktet Corus och familjen långhorningar. Inga underarter finns listade i Catalogue of Life.